# Suriname
Suriname (niederländisch [syːriˈnaːmə], deutsch [ˈzuːʁɪˌnaːmə]), deutsch auch Surinam ([ˈzuːʁɪˌnam]), Sranantongo Sranan ([sraːˈnaŋ]), bis 1975 auch Niederländisch-Guayana, ist ein Staat im Nordosten von Südamerika.
Er grenzt im Norden an den Atlantischen Ozean, im Osten an Französisch-Guayana, im Süden an Brasilien und im Westen an Guyana. Das Land verdankt seinen Namen wahrscheinlich dem Stamm der Surinen, der durch die Arawak aus diesem Gebiet vertrieben wurde. Der ca. 500 km lange, gleichnamige Fluss in der Landesmitte kommt von Süden und mündet in einem markanten Delta in den Nordatlantik. Dort befindet sich auch die Hauptstadt Paramaribo. Nationalfeiertag ist der 25. November, der Tag der Unabhängigkeit von den Niederlanden im Jahr 1975.

## Geografie
Suriname ist mit einer Fläche von 163.820 km² das kleinste unabhängige Land Südamerikas. Mit einer Bevölkerungsdichte von rund vier Einwohnern je Quadratkilometer ist es, neben dem Übersee-Département Französisch-Guayana, das am dünnsten besiedelte Land Südamerikas und einer der am dünnsten bewohnten Staaten der Welt.

### Topografie
Hinter einer maximal 80 km breiten sumpfigen Küstenebene steigt das Land stufenförmig empor und bildet die Suriname-Hochebene, die Nordabdachung des Berglandes von Guayana, aus der in der südlichen Hälfte des Landes drei umfangreiche Gebirgsketten, das Wilhelminagebirge, das Eilerts-de-Haan-Gebirge und das Tumuk-Humak-Gebirge, herausragen. Die höchste Erhebung ist der Julianatop mit 1280 Metern.

### Klima
Das Klima ist feucht-tropisch. Von Anfang Dezember bis Anfang Februar dauert die kleine, von Ende April bis Mitte August die große Regenzeit. Dazwischen liegen von Anfang Februar bis Ende April die kleine und von Mitte August bis Anfang Dezember die große Trockenzeit. Die durchschnittliche Temperatur schwankt zwischen 24 und 36 Grad Celsius.
Die Niederschlagsmenge steigt von der Küste (etwa 1500 mm) ins Landesinnere (bis fast 3000 mm im Südosten) an. Die Jahreszeiten folgen der Bewegung der innertropischen Konvergenzzone (ITC), wobei die Grenzen zwischen den Jahreszeiten vor allem im Küstenbereich durch den Einfluss des Atlantischen Ozeans und der dazugehörigen Seewindzirkulation nicht scharf zu trennen sind.

### Umwelt
Nach dem im Januar 2021 veröffentlichten Environmental Performance Index, Zustand und Dynamik des Umweltsystems, belegte Suriname 2020 den 81. Platz von 180 Ländern. Im WeltRisikoBericht 2021 liegt das Land auf Rang 77 von 181 Staaten mit dem höchsten Risiko, dass ein extremes Naturereignis zu einer Katastrophe führt.

### Binnengewässer
Große Flüsse sind der Suriname, der Saramacca, der Coppename und die Grenzflüsse Corantijn und Maroni. Alle Flüsse verlaufen von Süden nach Norden.
Von 1960 bis 1965 wurde zur Stromerzeugung der Brokopondo-Stausee angelegt. Er liegt im Nordosten von Suriname und bedeckt eine Fläche von maximal 1560 km².

### Schlammbänke
Entlang der surinamischen Küste liegen acht große Schlammbänke, die im Durchschnitt 20 km breit sind und sich rund 15 km weit in den Atlantik ausstrecken. Der Schlick stammt zu 90 bis 95 % vom Amazonas.

### Flora und Fauna

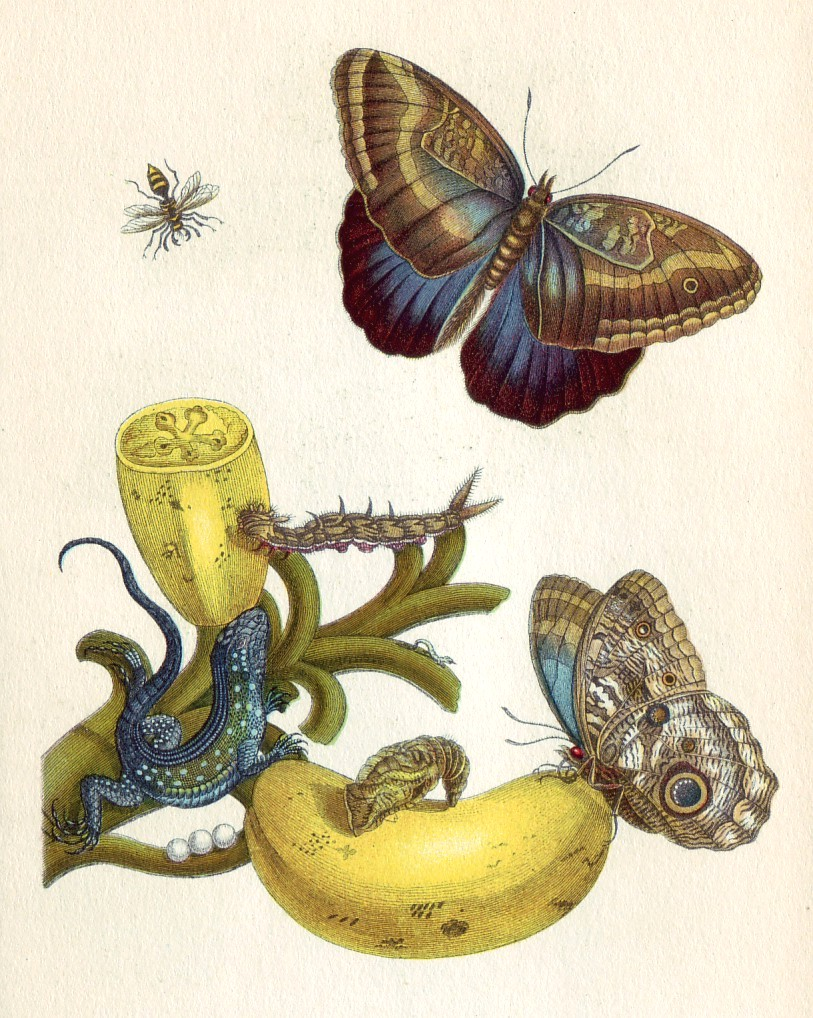
Seite XXIII aus Metamorphosis insectorum Surinamensium, Boccaves-Frucht mit Eidechse

Suriname kennt eine große Vielfalt an Flora und Fauna. Aus europäischer Sicht wurden beide erstmals durch Maria Sibylla Merian weitergehend erschlossen, die von 1699 bis 1701 naturwissenschaftliche Studien betrieb und ihre Ergebnisse in ihrem Werk Metamorphosis insectorum Surinamensium veröffentlichte. Anlässlich der Unabhängigkeit erhielt Suriname 1975 eine der Originalausgaben von den Niederlanden als Geschenk.
Noch immer besteht circa 80 % des Grundgebietes aus Regenwald mit unter anderem mehr als 1000 Baumarten. Dieser Urwald ist Teil des größten tropischen Regenwaldes auf der Welt, des Amazonas-Regenwalds, dessen größter Teil auf brasilianischem Hoheitsgebiet liegt. Das surinamische Buschland ist daher ein beliebter Studienplatz für Biologen aus der ganzen Welt. Einige Bewohner (Fauna) des Regenwaldes sind unter anderem der Kaiman, der Jaguar, das Faultier, der Tapir, das Capybara, das Gürteltier, der Brüllaffe und der Papagei. Anzumerken ist noch, dass auf den Stränden bei Galibi besondere Populationen von Meeresschildkröten (von den Kariben Aikanti genannt) zur Eiablage verweilen.
Wie in den meisten tropischen Ländern ist die Natur auch in Suriname gefährdet durch Raubbau, wie unter anderem Entwaldung durch Rodungen, Bauxitminen und Verschmutzung als Folge von circa 2000 bis 3000 legalen und illegalen Goldminen.
Allerdings hat Suriname eine vergleichsweise lange Geschichte auf dem Gebiet des Naturschutzes. Hier sind verschiedene Organisationen, wie beispielsweise die staatlichen Behörden, Dienst van’s Lands Bosbeheer (LBB), Stichting Natuurbehoud Suriname (STINASU) und der WWF bemüht, die vorhandenen natürlichen Ökosysteme zu schützen.
Suriname besitzt elf Naturschutzgebiete, einen Naturpark und vier besondere Umweltgebiete (Multiple-use management areas), im Küstenbereich liegende Mehrzweckareale.

### Städte
Im Jahr 2023 lebten 66 Prozent der Einwohner Surinames in Städten. Neben der Hauptstadt Paramaribo sind nur die Grenzstädte Albina und Nieuw-Nickerie sowie Lelydorp von einiger Bedeutung.

## Bevölkerung

### Demografie

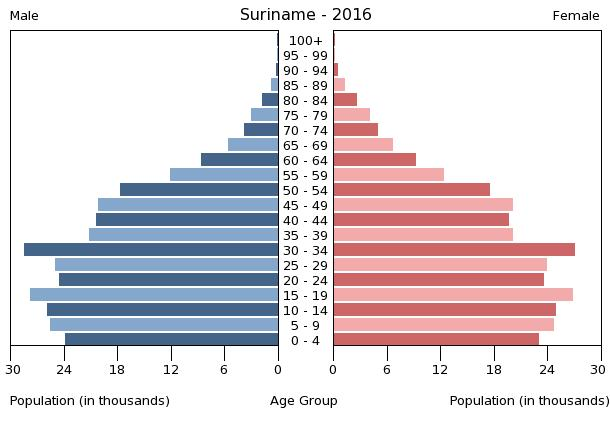
Bevölkerungspyramide Suriname 2016

Suriname hatte 2023 geschätzte 623.000 Einwohner. Das jährliche Bevölkerungswachstum betrug + 0,8 %. Zum Bevölkerungswachstum trug ein Geburtenüberschuss (Geburtenziffer: 18,0 pro 1000 Einwohner vs. Sterbeziffer: 8,6 pro 1000 Einwohner) bei. Die Anzahl der Geburten pro Frau lag 2022 statistisch bei 2,3, die der Region Lateinamerika und die Karibik betrug 1,8. Die Lebenserwartung der Einwohner Surinames ab der Geburt lag 2022 bei 70,3 Jahren. Der Median des Alters der Bevölkerung lag im Jahr 2021 bei 27,9 Jahren. Im Jahr 2023 waren 26,0 Prozent der Bevölkerung unter 15 Jahre, während der Anteil der über 64-Jährigen 7,6 Prozent der Bevölkerung betrug.
Sehr viele Einwohner aus Suriname sind ausgewandert. Im Jahre 2015 lebten laut der UN 237.000 im Land geborene Personen im Ausland (die meisten davon in den Niederlanden), was einer Auswanderungsquote von 30,4 % der Bevölkerung entsprach.
| Jahr | Einwohnerzahl | Jahr | Einwohnerzahl |
| ---- | ------------- | ---- | ------------- |
| 1950 | 215.002       | 1990 | 407.472       |
| 1960 | 289.966       | 2000 | 472.390       |
| 1970 | 371.273       | 2010 | 526.103       |
| 1980 | 362.777       | 2020 | 587.000       |

### Bevölkerungsstruktur
Der größte Teil der Bevölkerung ist in den Städten und Dörfern der Küstenebene angesiedelt, davon 241.000 in der Hauptstadt Paramaribo. Die ethnische Herkunft der Bevölkerung ist sehr heterogen, was sich auch in Religionszugehörigkeit und den Muttersprachen zeigt.
Die Bevölkerung besteht nach dem Ergebnis der 8. Volkszählung im Jahre 2012 aus 541.638 Personen:
- 37,4 % (202.500 Personen) afrikanischer Herkunft – die sich in zwei Gruppen aufteilen:
  - 21,7 % (117.567 Personen) rechnen sich zur Gruppe der surinamischen Maroons, niederländisch Marrons. Sie sind Nachkommen von vor 1863 geflüchteten Sklaven. Der surinamische Regenwald bot ihnen ein Versteck, und es entstanden Stammesverbände, in denen sich noch heute viele Elemente der westafrikanischen Kultur, Sprache und Religion wiederfinden. Die beiden größten Gruppen sind die Ndyuka und Saramaccaner,
  - 15,7 % (84.933 Personen) bezeichnen sich als Kreolen, Nachkommen ehemals aus Afrika verschleppter Sklaven, die nicht ins Landesinnere geflüchtet waren. Nach der Abschaffung der Sklaverei im Jahr 1863 und dem Ablauf der darauf folgenden zehnjährigen Arbeitspflicht haben sie sich auf den Plantagen und vor allem in der Hauptstadt Paramaribo niedergelassen und sich dort teilweise mit anderen Bevölkerungsgruppen vermischt,
- 27,4 % (148.443 Personen) indischer Herkunft – die sog. Hindustanen,
- 13,7 % (73.975 Personen) sind Javaner,
- 13,4 % (72.340 Personen) zählen sich zur gemischten Gruppe,
- 07,6 % (40.985 Personen) zählen sich anderen Gruppen zugehörig, wie beispielsweise den Chinesen, Arabern (syrischen Christen, Palästinensern und Libanesen), Europäern und Indigenen,
- 00,6 % (3.395 Personen) unbekannt.

### Sprachen
Die Amtssprache ist Niederländisch. Seit 2005 ist Suriname Mitglied der Nederlandse Taalunie („Niederländische Sprachunion“). Mehr als 500 Wörter aus dem surinamisch-niederländischen Sprachgebrauch wurden in die neueste Version (2005) des Wörterbuches, des „Grünen Büchleins“ (Groene Boekje), aufgenommen. Nach einer Sprachuntersuchung, die in Verbindung mit dem Eintritt von der Sprachunion in Auftrag gegeben wurde, ist Niederländisch für 60 % der Surinamer die Muttersprache. Es wird in der Verwaltung, im Parlament, im Unterricht, im Handel, in den Medien und im täglichen Leben auch als Schriftsprache gebraucht. Bei der Volkszählung vom August 2004 stellte sich heraus, dass das Niederländische Umgangssprache in 46,6 % der Haushalte in Suriname ist; in der Hauptstadt Paramaribo liegt der Wert mit 66,4 % noch um einiges höher.
Neben dem Niederländischen sind vor allem die Kreolsprache Sranantongo (ehemals abwertend Taki-Taki genannt), die von fast der gesamten Bevölkerung als Erst- oder Zweitsprache gesprochen wird, die Muttersprachen der verschiedenen Bevölkerungsgruppen sowie Englisch weit verbreitet. Sranantongo, oder kurz Sranan, war ursprünglich die Sprache der Kreolen, ist heute aber auch die Lingua franca auf der Straße. Weitere Umgangssprachen sind ein dem Hindi ähnlicher Ausgleichsdialekt, das Sarnami Hindi, Javanisch, die Kreolsprachen der Marrons, wie das Saramaccaans und Aukaans, diverse indigene Sprachen, südliche Dialekte des Chinesischen, der syrische Dialekt des Arabischen sowie Portugiesisch der sephardischen Juden. Dazu kommt in den letzten Jahren brasilianisches Portugiesisch durch die zahlreich meist illegal eingewanderten brasilianischen Goldsucher (Garimpeiros).
Mittlerweile weitgehend außer Gebrauch ist die Pidgin-Sprache Ndyuka-Trio Pidgin (nicht zu verwechseln mit Ndyuka, das eine Form des Aukaans ist und oft synonym dazu gebraucht wird). In Suriname werden insgesamt 17 verschiedene Sprachen und Idiome gesprochen.

### Religion
Angaben nach Religionszugehörigkeit (Ergebnis der 8. Volkszählung 2012):
- 48,4 % Christen
- 22,3 % Hindus
- 13,9 % Muslime
- 12,3 % andere oder keine Religionszugehörigkeit
- 03,2 % unbekannt

Unter den christlichen Religionsgemeinschaften gibt es eine Vielzahl von Konfessionen. Hierunter sind die römisch-katholische Kirche, die Herrnhuter Brüdergemeine, die Reformierte Kirche, die Lutheraner, die Pfingstbewegung, die Zeugen Jehovas, die Methodisten etc. vertreten. Daneben gibt es noch eine kleine jüdische Glaubensgemeinschaft – siehe hierzu auch Jodensavanne und Fotogalerie Paramaribo. Schließlich sind auch noch indigene südamerikanische Religionen sowie überlieferte Kulte traditioneller afrikanischer Religionen vertreten.
Der Weltgebetstag im März 2018 wurde von Frauen aus Suriname vorbereitet.

### Bildung
Bis zum Alter von 12 Jahren besteht Schulpflicht. Sie wird weitgehend befolgt. Eine Minderheit der Bevölkerung sind Analphabeten. Davon sind die meisten weiblich.
Die Universität des Landes ist die Anton de Kom Universiteit van Suriname.

### Gesundheit
Die Gesundheitsausgaben des Landes betrugen im Jahr 2021 5,7 % des Bruttoinlandsprodukts. Im Jahr 2017 praktizierten in Suriname 11,5 Ärztinnen und Ärzte je 10.000 Einwohner. Die Sterblichkeit bei unter 5-jährigen betrug 2022 16,6 pro 1000 Lebendgeburten. Die Lebenserwartung der Einwohner Surinames ab der Geburt lag 2022 bei 70,3 Jahren (Frauen: 73,6, Männer: 67,2). Die Lebenserwartung stieg von 65,5 Jahren im Jahr 2000 bis 2022 um 7 %.

## Geschichte
Das Gebiet des heutigen Suriname wurde ca. 3000 v. Chr. erstmals von Menschen besiedelt. Die größten rezenten Indigene-Stämme waren Arawak und Kariben; die Arawak waren die ersten, die im Gebiet Surinames siedelten, später wurden sie von Kariben unterworfen. Sowohl Arawak als auch Kariben siedelten an der Küste und in der Savanne; kleinere Indigene-Stämme, wie die Akurio, Tiriyó, Wayarekule, Warao und Wayana, lebten in den Regenwäldern.
Als erster Europäer entdeckte Christoph Kolumbus 1498 die Küste, 1499 erforschte eine Expedition unter dem Kommando von Amerigo Vespucci und Alonso de Ojeda die Küste genauer. Vicente Yáñez Pinzón erforschte 1500 das Landesinnere.
Eine erste dauerhafte europäische Siedlung wurde 1651 von Engländern im Auftrag von Francis Willoughby eingerichtet. 1667 nahmen die Niederlande die Kolonie ein. Durch den im selben Jahr geschlossenen Frieden von Breda blieb es beim Status quo. Die Engländer behielten die eingenommene niederländische Kolonie Nieuw Amsterdam (das spätere New York) und die Niederländer ihrerseits das eroberte Suriname. Daher spricht man auch von einem Tauschhandel. Nach dem Dritten Englisch-Niederländischen Krieg wurde dieser Zustand 1674 mit dem Frieden von Westminster offiziell. 1683 wurde die Sociëteit van Suriname als neue Eigentümerin gegründet. Bis zu ihrer Aufhebung 1795 sollte diese Gesellschaft, mit ihren Entscheidungsträgern, den wechselnden Direktoren in Amsterdam und den von ihnen entsandten Gouverneuren, die wechselvolle Geschichte Surinames entscheidend mitbestimmen. Auch die benachbarten Gebiete Berbice und Essequibo, die ungefähr das heutige Guyana ausmachen, wurden durch die Niederlande im 17. Jahrhundert kolonisiert. Zusammen mit Suriname bildeten sie das so genannte Niederländisch-Guayana. In der ersten Hälfte des 18. Jahrhunderts blühte die Landwirtschaft in Niederländisch-Guayana. Mit Hilfe afrikanischer Sklaven wurden Zuckerrohr, Kaffee, Baumwolle und Kakao angebaut. Während die Niederlande an Frankreich angeschlossen waren, besetzten die Briten 1799–1802 und 1804–1815 Niederländisch-Guayana. Das heutige Gebiet Surinames wurde nach der Niederlage Napoleon Bonapartes zurückgegeben, das heutige Guyana blieb im Besitz Großbritanniens. Die Rückgabe wurde im Britisch-Niederländischen Vertrag von 1814 geregelt. Er enthielt eine Erklärung darüber, dass kein niederländischer Bürger mehr am Sklavenhandel beteiligt sein durfte. Tatsächlich endeten der Sklavenhandel und die Einfuhr von Sklaven in Suriname erst ab 1826.

### Abschaffung der Sklaverei
Am 1. Juli 1863 wurde die Sklaverei abgeschafft, allerdings mussten die ehemaligen Sklaven noch für zehn Jahre (Periode der sogenannten Staatstoezicht) als bezahlte Arbeiter auf den Plantagen arbeiten. Mit Abschaffung der Sklaverei wurde den Eigentümern vom niederländischen Staat eine Entschädigung (staat van tegemoetkoming) von 300 Gulden pro Sklave für den „Verlust“ gezahlt. Insgesamt kamen am 1. Juli 1863 ca. 35.000 Sklaven frei. Außerdem mussten von der Kolonialverwaltung erstmals Nachnamen an die Sklavenhaushalte vergeben werden. Bei der Vielzahl der Namen kam es hierbei zu den skurrilsten Wortschöpfungen.

### Kontraktarbeiter
Um den entstehenden Mangel an Arbeitskräften in der Plantagenwirtschaft auszugleichen, wurden ab 1873 Kontraktarbeiter aus Britisch-Indien, dem Kaiserreich China und Niederländisch-Indien (heute Indonesien) nach Suriname gebracht.

### Weg zur Unabhängigkeit

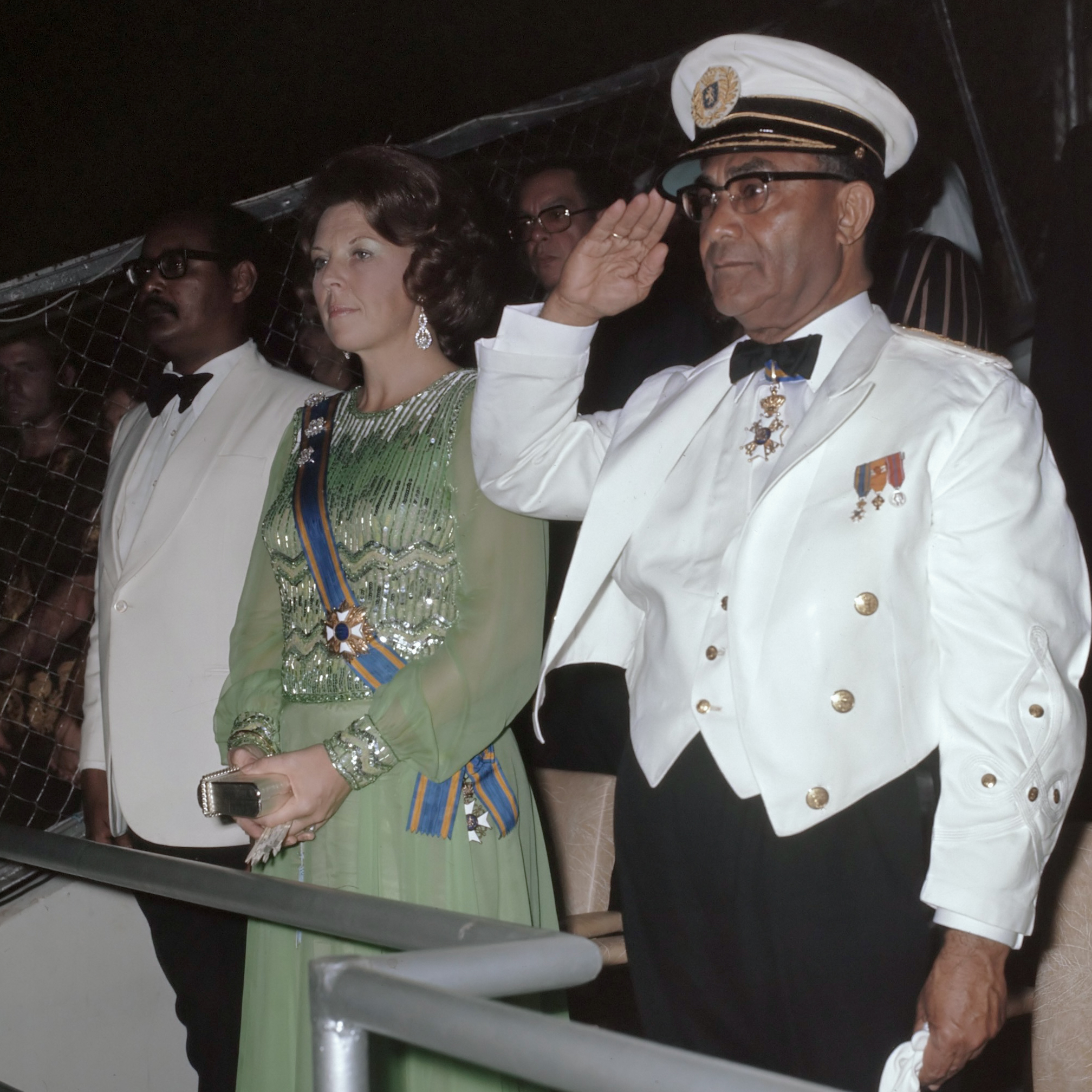
Henck A. E. Arron, Beatrix und Johan Ferrier am 25. November 1975 im Suriname Stadion

Suriname machte im Jahr 1866 erste vorsichtige Schritte auf dem Weg zur Demokratie und Selbstverwaltung. Nach den Wahlen vom 5. April 1866 wurde die Koloniale Staten als Volksvertretung gebildet. Sie bestand aus 13 Mitgliedern, neun gewählten und vier durch den Gouverneur ernannten Abgeordneten.
Am 9. Dezember 1948 führte man das allgemeine Wahlrecht ein; auch Frauen waren wahlberechtigt. Die Abgeordnetenzahl erhöhte sich auf 21.
Im Jahr 1954 erhielten Suriname wie auch die Niederländischen Antillen den Status eines gleichberechtigten und sich selbst verwaltenden Teils des Königreichs der Niederlande. 1973 begann die örtliche Verwaltung mit dem Königreich der Niederlande Verhandlungen über die Unabhängigkeit, und am 25. November 1975 wurde Suriname unabhängig. Das aktive und passive Frauenwahlrecht wurde bestätigt.

### Zeit der Militärdiktatur
Nach einer Phase der politischen Instabilität und durch eine gestiegene Unzufriedenheit, vor allem unter den in den Niederlanden ausgebildeten und 1975 nach Suriname zurückgekehrten Militärs, kam es am 25. Februar 1980 zu einem Putsch, auch Sergeantencoup genannt, getragen von 16 jungen Unteroffizieren unter Führung von Oberfeldwebel Desi Bouterse. Die Militärs setzten die Regierung unter Premierminister Henck A. E. Arron ab. Dieser Staatsstreich wurde von einem Großteil der Bevölkerung begrüßt, da sie sich einen Rückgang der Korruption und eine Steigerung des Lebensstandards davon versprach. Auch die niederländische Regierung akzeptierte anfangs die neuen Machthaber, die einen achtköpfigen Nationalen Militärrat (NMR) unter Vorsitz des Feldwebels Badrissein Sital bildeten. Weitere Mitglieder des NMR waren: Bouterse (auf dem Weg zum Befehlshaber), Oberfeldwebel Roy Horb, Feldwebel Laurens Neede, Leutnant Michel van Rey (als einziger mit Offizierausbildung) und drei weitere Unteroffiziere. Die für den 27. März 1980 vorgesehenen Wahlen wurden ausgesetzt, und zum Regierungschef wurde überraschend der parteipolitisch nicht aktive Arzt Henk Chin A Sen ernannt. Nachdem auf Betreiben von Bouterse drei Mitglieder des Rates, Vorsitzender Sital, Chas Mijnals und Stanley Joeman, unter der Anklage, einen Gegencoup zu planen, entwaffnet und verhaftet worden waren, wurden am 13. August 1980 der Notstand ausgerufen, die Verfassung außer Kraft gesetzt und das Parlament aufgelöst. Der seit 1975 im Amt befindliche Präsident Johan Ferrier trat auf Druck der Militärs zurück. Das Amt des Präsidenten übernahm nun auch der bisherige Regierungschef Henk Chin A Sen, und das neu gegründete Militair Gezag (Militärkommando, Führung), bestehend aus Bouterse und Horb, rückte nun auch offiziell in das politische Machtzentrum auf.
Am 4. Februar 1982 trat Henk Chin A Sen wegen Meinungsverschiedenheiten mit dem Nationalen Militärrat über den politischen und wirtschaftlichen Kurs des Landes zurück, und der Jurist und Politiker Fred Ramdat Misier übernahm das Amt des Präsidenten.
Die Politik der Niederlande änderte sich gegenüber Suriname, als Militärs am 8. Dezember 1982 fünfzehn Oppositionelle im Fort Zeelandia ermordeten (siehe Dezembermorde). Die Zeit zwischen 1986 und 1992 war geprägt durch einen Guerillakrieg im Dschungel, bei dem die Stadt Albina fast vollständig zerstört wurde. Die offiziellen Regierungstruppen wurden von Desi Bouterse geführt und die Opposition durch seinen ehemaligen Leibwächter Ronnie Brunswijk. Die Gruppe um Brunswijk wurde auch als „Jungle Commando“ bekannt. Der Krieg wurde teilweise mit äußerster Grausamkeit geführt. Am 29. November 1986 griff eine militärische Einheit das Dorf Moiwana an, brannte das Haus von Ronnie Brunswijk nieder und tötete mindestens 35 Personen, die meisten davon Frauen und Kinder.
Nach den im Mai 2007 veröffentlichten Tagebüchern von Ronald Reagan (The Reagan Diaries) hatte die niederländische Regierung 1986, nach dem Massaker in Moiwana, ein militärisches Eingreifen in Suriname geprüft. Den Haag wollte so das Militärregime von Desi Bouterse stürzen. Hierzu richtete Den Haag ein Hilfeersuchen an die Vereinigten Staaten für den Transport von 700 niederländischen Soldaten vom Korps Mariniers. Die USA zogen ein Eingehen auf das Hilfeersuchen in Erwägung. Bevor jedoch eine Entscheidung getroffen wurde, zog die niederländische Regierung ihr Ersuchen wieder zurück.
Am 30. November 2007 begann der Prozess vor dem Krijgsraad, dem Kriegs- oder Militärgericht in Boxel, südlich von Paramaribo, gegen die Beschuldigten wegen ihrer Beteiligung an der Ermordung von 15 Oppositionellen der Militärdiktatur am 8. Dezember 1982. Das Gericht lud insgesamt 25 Beschuldigte vor. Kurz vor Abschluss des Strafprozesses verabschiedete am 4. April 2012 das Parlament mit 28 Stimmen der Regierungskoalition, bei 12 Gegenstimmen der Opposition, eine Amnestie-Gesetzeserweiterung, die den Angeklagten, einschließlich des Hauptangeklagten, Präsident Desi Bouterse, Amnestie gewährte.

### Wiederherstellung der Demokratie
Unter internationalem Druck – unter anderem durch die sinkende finanzielle Unterstützung der Niederlande – wurde 1987 die demokratische Ordnung mit Hilfe der „alten Parteien“ (aus der Zeit vor 1980) wiederhergestellt. Seit 1987 wird die Staatsführung wieder demokratisch gewählt, jedoch haben einige der alten Militärs immer noch Einfluss auf die Politik und den Alltag des Landes. Deutlich wurde dies im Jahre 2010, als Desi Bouterse am 19. Juli vom Parlament zum neuen Präsidenten von Suriname gewählt wurde.
Die gemeinnützige, nichtstaatliche Organisation Center for a Secure Free Society (SFS) nennt Suriname in einem im März 2017 veröffentlichten Bericht: „Das neue Paradigma eines kriminalisierten Staates“.

## Politik

### Politisches System

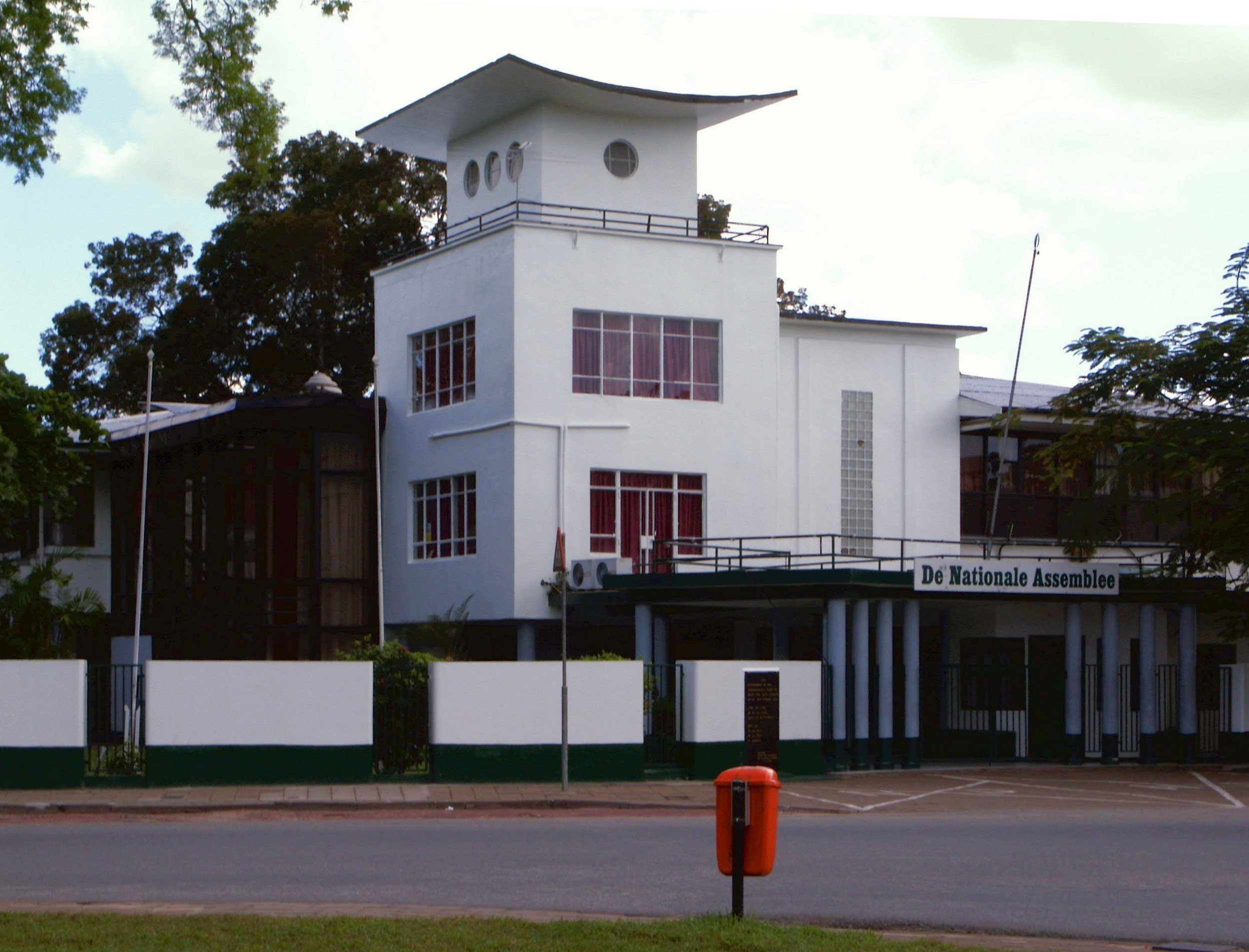
Sitz der Nationalversammlung

Suriname ist eine repräsentative Demokratie mit parlamentsgebundener Exekutivgewalt, basierend auf der 1987 geänderten Verfassung.

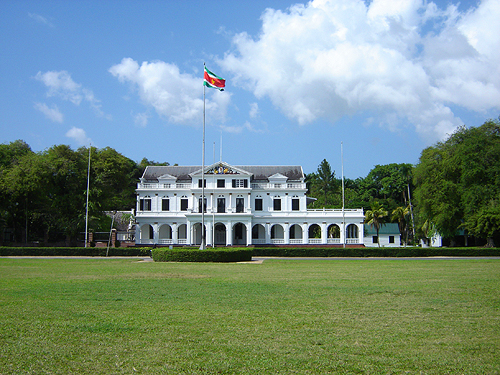
Präsidentenpalais

Die Parlamentswahlen finden turnusmäßig alle fünf Jahre statt. Suriname hat ein Einkammersystem, die Nationalversammlung (De Nationale Assemblée, DNA). Die DNA wählt mit Zwei-Drittel-Mehrheit den Präsidenten und Vizepräsidenten. Der Präsident wiederum ernennt und entlässt die Minister. Falls in der DNA nach zwei Wahlgängen keine Zwei-Drittel-Mehrheit auf einen Kandidaten entfällt, tritt die Vereinigte Volksversammlung (Verenigde Volksvergadering, VVV) zur Wahl des Präsidenten und Vizepräsidenten zusammen; die Vereinigte Volksversammlung besteht aus einem Wahlkollegium von Mitgliedern der DNA (51 Parlamentarier) und Abgeordneten der regionalen Räte.
Bei den Parlamentswahlen am 25. Mai 2025 wurde die Nationale Democratische Partij (NDP) von Jennifer Simons mit 18 Sitzen knapp stärkste Partei. Am 6. Juli 2025 wurde in einer Sondersitzung der Nationalversammlung von Suriname Jennifer Simons zur ersten Präsidentin in der Geschichte und Gregory Rusland von der Nationale Partij Suriname (NPS) zum Vizepräsidenten von Suriname gewählt. Die offizielle Amtseinführung und Vereidigung erfolgte am 16. Juli 2025.

### Rechtssystem und Rechte
Die Rechtsprechung erfolgt im Namen der Republik aufgrund geltenden Rechts, durch unabhängige Richter und Gerichte.
Homosexualität in Suriname ist ab 18 Jahren legal.

### Politische Indizes
| Name des Index                     | Indexwert    | weltweiter Rang | Interpretationshilfe | Jahr |
| ---------------------------------- | ------------ | --------------- | --- | ---- |
| Fragile States Index               | 58,8 von 120 | 113 von 179     | Stabilität des Landes: stabil 0 = sehr nachhaltig / 120 = sehr alarmierend Rang: 1 = fragilstes Land / 179 = stabilstes Land | 2024 |
| Demokratieindex                    | 6,79 von 10  | 48 von 167      | Unvollständige Demokratie 0 = autoritäres Regime / 10 = vollständige Demokratie                                              | 2024 |
| Freedom in the World Index         | 79 von 100   | —               | Freiheitsstatus: frei 0 = unfrei / 100 = frei                                                                                | 2024 |
| Rangliste der Pressefreiheit       | 74,5 von 100 | 32 von 180      | Zufriedenstellende Lage für die Pressefreiheit 100 = gute Lage / 0 = sehr ernste Lage                                        | 2025 |
| Korruptionswahrnehmungsindex (CPI) | 40 von 100   | 88 von 181      | 0 = sehr korrupt / 100 = sehr sauber                                                                                         | 2024 |

### Außenpolitik

#### Grenzkonflikte
Nachdem im Juni 2000 Suriname seine maritimen Gebietsansprüche gegenüber Guyana militärisch durch den Einsatz von zwei Patrouillenbooten gegen das kanadische Unternehmen CGX Energy Inc. durchgesetzt und damit den Bau einer Bohrinsel verhindert hatte, rief der Staat Guyana im Februar 2004 den Ständigen Schiedshof, Permanent Court of Arbitration (PCA), mit Sitz in Den Haag zur Klärung des Grenzstreites an.
In Absprache mit dem PCA gaben die Präsidenten Ronald Venetiaan und Bharrat Jagdeo am 20. September 2007 das unanfechtbare Urteil des fünfköpfigen Schiedsgerichtes vom 17. September 2007 öffentlich bekannt. Das Schiedsgericht sprach von dem rohstoffreichen Meeresgebiet an Guyana 33.152 km² und an Suriname 17.871 km² zu. Beide Staatsoberhäupter begrüßten die Entscheidung und die Beilegung des Streites. Der Urteilsspruch macht es möglich, dass Ölkonzerne mit der Erkundung und Erschließung des Küstenbeckens beginnen können. Dort werden unter dem Meeresgrund Ölreserven von 15 Milliarden Barrel und Gasvorkommen von 1,2 Billionen Kubikmeter vermutet.
Nach bisherigen Untersuchungen liegen vermutlich die meisten dieser Vorkommen auf guyanischer Seite. Auch der Bereich, der im Juni 2000 zum militärischen Eingreifen durch Suriname geführt hat und das Unternehmen CGX Energy zum Rückzug zwang, liegt innerhalb des an Guyana zugewiesenen Gebietes. Die von Guyana für diese Aktion geforderte Entschädigung von 34 Millionen US-Dollar wurde vom Tribunal abgewiesen.
Das Schiedsgericht hat weiter bestätigt, dass der gesamte Corantijnfluss zum surinamischen Hoheitsgebiet gehört. Hiermit hat Suriname die Kontrolle über den gesamten Schiffsverkehr ab der Mündung auf dem Corantijn.

#### Diaspora
Ein großer Teil der Bevölkerung lebt als Arbeitsmigranten im Ausland, allein in den Niederlanden leben rund 345.000 Menschen surinamischer Herkunft (Stand: 1. Januar 2011). Viele von ihnen emigrierten zur Zeit der Unabhängigkeit, nach dem Staatsstreich 1980 oder nach den „Dezembermorden“ von 1982. Für die surinamische Gemeinschaft bedeutete diese Abwanderung einen erheblichen Aderlass, da auch ein großer Teil des geschulten Kaders das Land verließ oder nach Abschluss des Studiums nicht zurückkehrte. Dies hatte erhebliche negative Auswirkungen auf vielerlei Gebieten (Talentabwanderung).
Auf der anderen Seite hat eine Untersuchung der Universität Utrecht (hier: Utrecht School of Economics) ergeben, dass im Jahre 2006 von 70 % der in den Niederlanden lebenden Surinamern oder Niederländern surinamischer Abstammung 125 Millionen Euro nach Suriname transferiert wurden. Hiervon profitierten 47 % der surinamischen Haushalte.

### Militär
Bei den Verhandlungen zur Vorbereitung der Unabhängigkeit von Suriname zwischen den niederländischen und surinamischen Delegationen wurde auf Wunsch von Suriname die Gründung einer Armee unter dem Namen Surinamische Kriegsmacht (SKM) vereinbart.
Bis zur Autonomie wurden Surinamer wie auch die sogenannten autochthonen Niederländer zum militärischen Dienst eingezogen. Einige blieben danach als Berufsmilitärs in der Kolonialarmee, die in Suriname den Namen Troepenmacht in Suriname (TRIS) hatte. Mit der anstehenden Unabhängigkeit entschieden sich die meisten niederländischen Surinamer, in der niederländischen Armee zu bleiben. Es bestand also die Gefahr, dass die zum 25. November 1975 neu zu gründende SKM ohne Kader und sogar ohne Befehlshaber dastehen würde. Um dieser Situation zuvorzukommen, wurde beschlossen, die surinamischen Berufsmilitärs, die aus den Niederländischen Streitkräften in die SKM wechseln würden, neben ihrem surinamischen Sold noch mit einer von den Niederlanden zu bezahlenden Zulage zu entlohnen. Erst nach dieser Regelung konnte das zur Bildung der SKM erforderliche Militärkader verpflichtet werden. Gleichzeitig wurde vereinbart, dass zur Betreuung dieser Gruppe eine niederländische Militär-Mission (NMM) als Bestandteil der niederländischen Botschaft in Paramaribo gegründet werden sollte. Als erster Leiter und Militär-Attaché wurde Oberst (Kolonel) Hans Valk berufen. Durch die vereinbarte finanzielle Regelung kam es allerdings zur Bildung von zwei Gruppen Militärs innerhalb der SKM. Eine, die in Suriname der SKM beigetreten war und bei gleichem Rang keine Zulage erhielt, und eine, die bei gleicher Position durch die Zulage ein erheblich höheres Einkommen hatte.
Mit der Souveränitätsübernahme wurde die TRIS aufgehoben und das Material, Vorräte und Gebäude durch die neu gegründete SKM, die später in surinamische nationale Armee (SNL) umbenannt wurde, übernommen.
Die Streitkräfte Surinames umfassen ca. 2000 Soldaten. Zudem verfügt das Land über eine kleine Lufteinheit, die unter anderem seit 1998/1999 mit zwei in Spanien hergestellten Transportflugzeugen vom Typ CASA C 212-200 ausgerüstet ist. Sie ist auf der LuftwaffenbasisZorg en Hoop in Paramaribo stationiert. Seit Anfang 2015 verfügt die Luftwaffe außerdem über drei HAL Chetak Helikopter, die für insgesamt rund 13,4 Millionen US-Dollar von der Hindustan Aeronautics Ltd. (HAL) geliefert wurden.
Im November 2012 wurden für die Küstenwache drei Patrouillenboote (Fast Patrol Boats) bei der französischen Firma OCEA für insgesamt 16 Millionen EUR bestellt und Mitte 2013 geliefert. Hiermit soll die Küstenwache zum besseren Schutz der territorialen Gewässer und der Grenzflüsse Corantijn und Maroni verstärkt werden.
Zurzeit (2015) verfügt Suriname über eine reine Berufsarmee. Die im Grundgesetz vorgesehene militärische Dienstpflicht wurde ausgesetzt.

### Administrative Gliederung

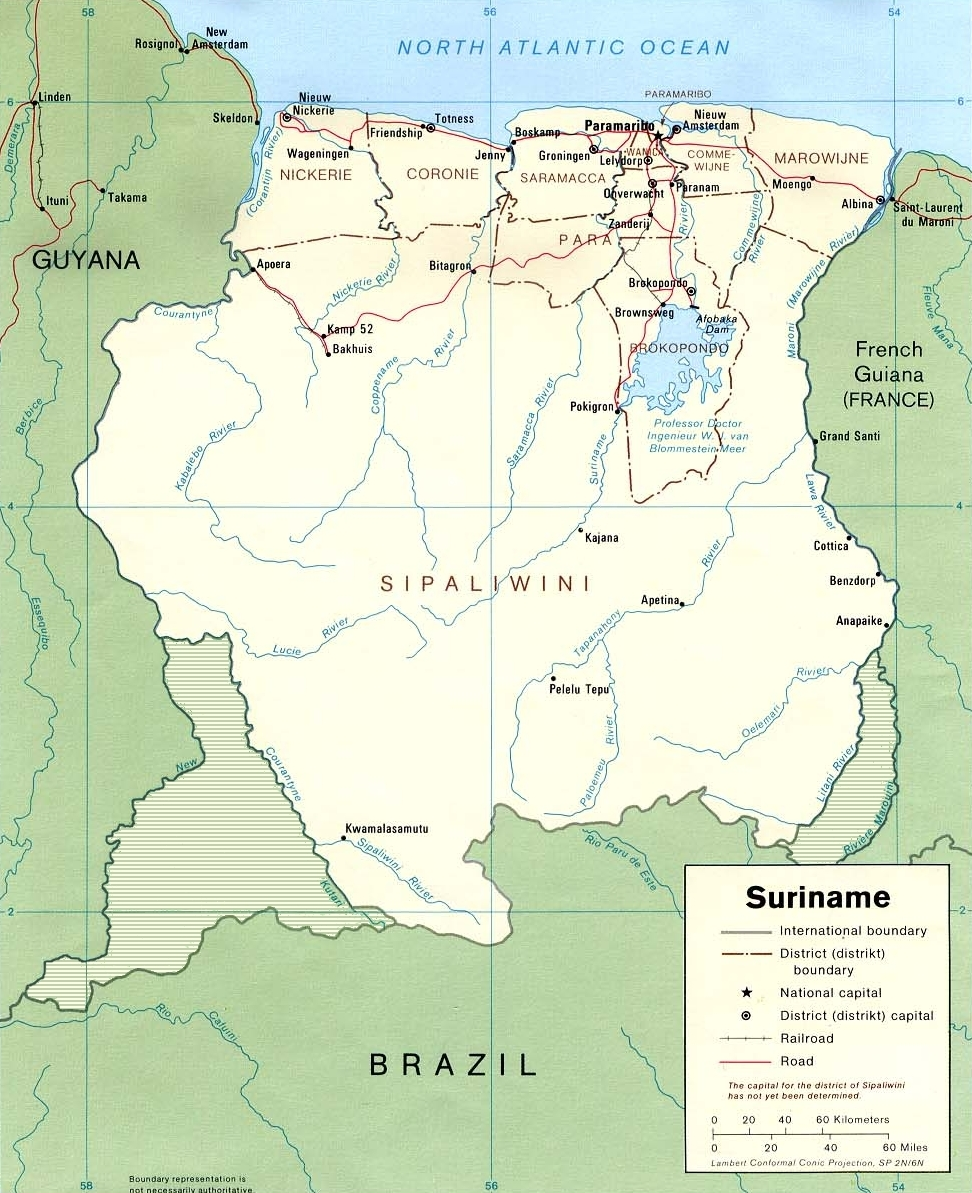
Politische Karte von Suriname, 1991. Im Süden sind die zwischen Suriname, Guyana und Französisch-Guayana umstrittenen Gebiete hellgrün dargestellt.

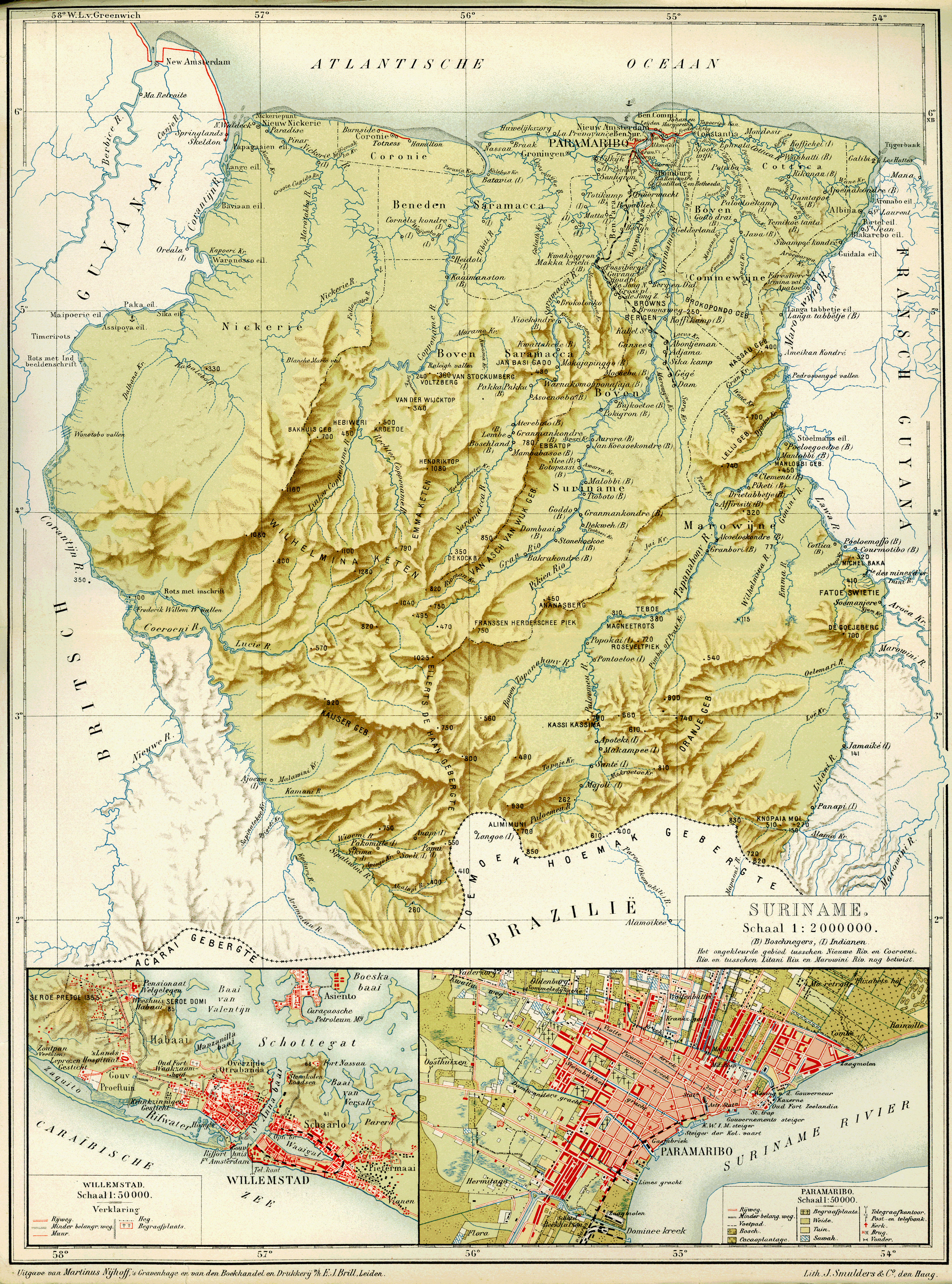
Karte aus der Encyclopædie van Nederlandsch West-Indië (1914–1917)

Suriname ist in zehn Distrikte unterteilt. Die Distrikthauptstädte sind in Klammern angefügt.
- Brokopondo, 15.909 Einwohner, 7364 km² (Brokopondo)
- Commewijne, 31.420 Einwohner, 2353 km² (Nieuw Amsterdam)
- Coronie, 3391 Einwohner, 3902 km² (Totness)
- Marowijne, 18.294 Einwohner, 4627 km² (Albina)
- Nickerie, 34.233 Einwohner, 5353 km² (Nieuw-Nickerie)
- Para, 24.700 Einwohner, 5393 km² (Onverwacht)
- Saramacca, 17.480 Einwohner, 3636 km² (Groningen)
- Sipaliwini, 37.065 Einwohner, 130.567 km² (direkt verwaltet von Paramaribo)
- Wanica, 118.222 Einwohner, 443 km² (Lelydorp)
- Paramaribo, 240.924 Einwohner, 182 km² (Hauptstadtdistrikt)

(insgesamt: 541.638 Einwohner in Suriname; Census 2012)
Die zehn Distrikte sind wiederum in 62 Ressorts (Verwaltungseinheiten) dezentralisiert.

## Wirtschaft

### Allgemein
Zur Zeit der Kolonialisierung war Suriname die wohl profitabelste Plantagenkolonie der Niederlande, vor allem Zucker wurde exportiert. Neben Gold werden noch Mineralöl, Holz, Reis, Bananen und Fisch ausgeführt. Bis etwa 2015 hatte Bauxit einen erheblichen Exportanteil. Seit 1995 ist Suriname Mitglied der Caricom.
Suriname erwirtschaftete zwischen 2004 und 2008 einen Handelsüberschuss von etwa 1,2 Milliarden US-Dollar. Die Rohstoffe Gold, Öl und Bauxit sorgten für durchschnittlich 81 % aller Exporteinkommen in diesen Jahren. Mittlerweile (Stand: 2021) hat Gold den größten Exportanteil.
Nach der Welt-Konkurrenz-Rangliste des Weltwirtschaftsforums, The Global Competitiveness Report 2009–2010, belegt Suriname den 102. Platz von 133 untersuchten Ländern. Der im September 2009 veröffentlichte Index bewertet die globale Wettbewerbsfähigkeit der untersuchten Volkswirtschaften. Nach diesem Bericht ist in Suriname der ineffizient funktionierende öffentliche Dienst das größte Hindernis für Investoren.
In dem am 18. August 2011 durch den Internationalen Währungsfonds (IWF) veröffentlichten Article IV Consultation-Staff Report bekam Suriname als eines von wenigen Ländern in der Welt eine positive Beurteilung. Die Aussichten für die surinamische Wirtschaft werden in dem Report als günstig beschrieben. Ein solides ökonomisches Fundament, geringe Schulden und günstige Einkommen aus Grundstoffen haben das Land gegen die weltweit anhaltende ökonomische Krise beschützt. Nach dem Report des IWF wuchs die Wirtschaft 2010 mit 4,5 %. Dieser Zuwachs war vor allem dem gestiegenen Export von Grundstoffen und lokalen Bauaktivitäten zu verdanken.
Am 10. Juli 2012 stufte Fitch Ratings die Kreditwürdigkeit von Suriname in den Ratingskalen von B+ nach BB herauf. Begründet wird die Erhöhung unter anderem mit dem kontinuierlichen wirtschaftlichen Wachstum und der flexiblen Reaktion im Umgang mit inländischen und ausländischen Erschütterungen, mit einem durchschnittlichen wirtschaftlichen Wachstum von 4,4 % im Jahr 2011 und einem 2012 geschätzten Wachstum von 4,9 % im Jahr 2013. Diese Zahlen brachten das Land auf einen Fünf-Jahres-Durchschnitt der weit über der 3,5-%-Grenzlinie der BB-Kategorie lag.
In seinem Bericht vom 22. Februar 2017 stufte Fitch Ratings die Kreditwürdigkeit von Suriname über BB und B+ nach B− zurück. Begründet wird die Herabstufung mit der sich verschlechternden Wirtschaft des Landes und seiner Schuldenlast. Auch die Perspektiven werden negativ bewertet.
Wegen der stark gestiegenen Staatsverschuldung stufte Fitch Ratings am 16. Januar 2020 die Kreditwürdigkeit von Suriname von B− nach CCC zurück.
Auch die Kredit-Ratingagentur Standard & Poor’s stufte Suriname am 1. April 2020 von B auf CCC+ zurück. Die Herabstufung wird mit der langfristigen Staatsverschuldung und den ungedeckten Schulden für eine 550-Millionen-US-Dollar-Anleihe begründet, die bis 2026 läuft. Der negative Ausblick spiegelt das Potenzial für eine Reduzierung in den nächsten 12 Monaten wider, wenn sich die wirtschaftlichen Bedingungen, die Steuereinnahmen oder die Verfügbarkeit von Finanzmitteln nicht verbessern.
Wie schon Fitch Ratings und Standard & Poor’s stufte auch die Ratingagentur Moody’s am 14. April 2020 die Kreditwürdigkeit von Suriname von B2 nach B3 herab.
Nachdem Fitch Ratings am 2. Juli erneut die Kreditwürdigkeit von Suriname von CCC nach C herabstufte, folgte am 6. Juli 2020 auch Moody’s mit der Herabstufung wegen der hohen Staatsschuld und dem Mangel an Fremdwährung von B3 nach Caa3.
Nach Schätzungen des US-Geheimdienstes CIA lag die Arbeitslosenquote im Jahr 2017 bei 8,9 %, dazu ist Unterbeschäftigung weit verbreitet. 2010 arbeiteten 11,2 % aller Arbeitskräfte in der Landwirtschaft, 19,5 % in der Industrie und 69,3 % im Dienstleistungssektor. Die Gesamtzahl der Beschäftigten wurde für 2014 auf 144.000 geschätzt.
| Jahr                                    | 2010   | 2015   | 2016   | 2017   | 2018   | 2019   | 2020    | 2021   | 2022   | 2023   |
| --------------------------------------- | ------ | ------ | ------ | ------ | ------ | ------ | ------- | ------ | ------ | ------ |
| BIP in Mrd. USD (Kaufkraftparität)      | 8,9    | 10,5   | 10,1   | 10,4   | 10,7   | 12,0   | 10,4    | 11,3   | 12,4   | 13,1   |
| BIP pro Kopf in USD (Kaufkraftparität)  | 16.683 | 18.526 | 17.524 | 17.884 | 18.140 | 20.028 | 17.042  | 18.300 | 19.778 | 20.614 |
| BIP-Wachstum (real)                     | 5,2 %  | −3,4 % | −4,9 % | 1,6 %  | 4,9 %  | 1,2 %  | −16,0 % | −2,4 % | 2,4 %  | 2,1 %  |
| Inflation (in Prozent)                  | 6,9 %  | 6,9 %  | 55,5 % | 22,0 % | 6,9 %  | 4,4 %  | 34,9 %  | 59,1 % | 52,4 % | 51,6 % |
| Staatsverschuldung (in Prozent des BIP) | 17 %   | 41 %   | 75 %   | 73 %   | 69 %   | 84 %   | 146 %   | 116 %  | 117 %  | 90 %   |

### Wirtschaftsbeziehungen zu Deutschland
Nach den Zahlen des Statistischen Bundesamtes hatte der deutsche Außenhandel mit Suriname im Jahre 2011 ein Volumen von 26,5 Millionen EUR. Hiervon entfielen 5,1 Millionen EUR auf die Einfuhr und 21,4 Millionen EUR auf die Ausfuhr. Bei der Ausfuhr belegte Suriname den 165. Platz von 234 Ländern.
Für das Jahr 2019 betrug der deutsche Außenhandel mit Suriname 27,5 Millionen EUR. Hiervon entfielen 1,5 Millionen EUR auf die Einfuhr und 26 Millionen EUR auf die Ausfuhr.

### Bodenschätze

#### Bauxit
Eine wichtige Stütze der surinamischen Wirtschaft war jahrzehntelang die Gewinnung von Bauxit durch die amerikanische Alcoa (Aluminum Company of America), ihr Tochterunternehmen Suriname Aluminum Company (Suralco) und der australisch-britischen BHP Billiton. Vor allem während des Zweiten Weltkriegs nahm die Produktion für die Kriegsindustrie stark zu und Suriname hatte 1950 einen Anteil von über 25 % an der weltweiten Bauxitproduktion. 1975, im Jahr der Unabhängigkeit, war Suriname der drittgrößte Bauxit-Produzent der Welt.
Sowohl BHP Billiton im Jahre 2008 als auch Alcoa mit ihrer Tochter Suralco im Jahre 2015 haben ihre Aktivitäten in Suriname beendet. Seit 2015 wird in Suriname kein Bauxit mehr gefördert und verarbeitet.

#### Öl
Im Dezember 1980 wurde die Staatliche Surinamische Ölgesellschaft (Staatsolie Maatschappij Suriname N.V.) gegründet. In Kooperation mit Gulf Oil begann im Februar 1982 die Ölförderung auf der ehemaligen Plantage Catharina Sophia im Tambaredjogebiet, Distrikt Saramacca. Bis Ende 2004 wurden ungefähr 55 Millionen Barrel Rohöl gefördert. Seit 1997 verfügt Staatsolie auch über eine Erdölraffinerie. Um die vor der surinamischen Küste vermuteten Ölvorkommen zu erschließen und zu fördern, wurden 2004 unter anderem mit der Repsol Investitions- und Beteiligungsverträge geschlossen. Auch DEA ist im Juni 2013 über ein „Farm-in-Abkommen“ in die Lizenz Block 52 vor der Küste von Suriname eingestiegen.
Staatsolie übernahm im September 2011 die Texaco-Tankstellen in Suriname von Chevron. Mit Inbetriebnahme der erweiterten Raffinerie zur Herstellung von Motorenbenzin und Dieselkraftstoff im Dezember 2014 vermarktet Staatsolie über diese Tankstellen ihre Produkte.
Im Juni 2015 unterzeichnete Staatsolie-Direktor Rudolf Elias mit der Apache Corporation einen Produktionsbeteiligungsvertrag für den Offshore-Block 58 vor der surinamischen Küste. Nachdem Apache im Dezember 2019 erste erfolgreiche Bohrungen durchgeführt hatte, schloss sie zur weiteren Finanzierung des Projekts ein Joint Venture mit der Total S.A. Im Januar 2020 wurden die erfolgreichen Bohrungen und die Öl- und Gasfunde im Block 58 vor der surinamischen Küste dann öffentlich. Drei Monate später meldete Apache und Total einen zweiten beträchtlichen Ölfund im Block 58.

#### Gold
Durch den gestiegenen Goldpreis wird dieser Rohstoff zu einer immer wichtigeren Einnahmequelle. Größter Goldproduzent in Suriname ist das kanadische Unternehmen Iamgold. Iamgold produziert seit 2004 im Distrikt Brokopondo im Goldtagebau Rosebel. Nach der bis 2011 laufenden Konzession flossen allerdings nur 5 % des Umsatzes in die surinamische Staatskasse. In dem neu abzuschließenden Rahmenvertrag mit Iamgold sollte der Staatsanteil deutlich erhöht werden. Iamgold gab im Jahresbericht für 2010 bekannt, dass insgesamt 12.300 Kilogramm Gold in Brokopondo abgebaut wurden. Außerdem teilte das Unternehmen mit, dass es im Jahr 2010 484 US-Dollar gekostet habe, eine Feinunze (troy ounce) Gold zu produzieren. Der durchschnittliche Goldpreis lag 2010 bei rund 1225 US-Dollar per Feinunze.
Im Juni 2013 schloss die surinamische Regierung einen neuen Konzessionsvertrag mit Iamgold. Die Umsatzbeteiligung Surinames beträgt anstelle der bisherigen 5 % jetzt 30 %. Die Laufzeit des Vertrages beträgt 15 Jahre. Im Jahre 2012 produzierte die Rosebel-Mine 382.000 Feinunzen Gold bei Produktionskosten von 671 US-Dollar pro Unze, und die Abbauwürdigkeit wurde auf mehr als 19 Jahre geschätzt.

### Tourismus
Nach einem Report der Weltorganisation für Tourismus (UNWTO) ist die Zahl der Touristen, die in den letzten Jahren Suriname besuchten, ständig gestiegen. Im Jahre 2010 kamen 204.000, 2011 220.000 (Steigerung von 7,9 %) und im Jahre 2012 240.000 (Steigerung von 8,9 %) Touristen nach Suriname. Surinams Einnahmen aus dem Tourismussektor betrugen diesem Bericht zufolge in den Jahren 2010 und 2011 jeweils 61 Millionen US-Dollar.
Nach Angaben der Militärpolizei, die in Suriname die Pass- und Grenzkontrollen durchführt, reisten zwischen dem 1. Dezember 2016 und dem 1. Dezember 2017 insgesamt 1170 Personen mit deutscher Nationalität ein.
Im Jahr 2017 kamen laut Stichting Toerisme Suriname (STS) 278.000 Touristen nach Suriname. Das ist eine Steigerung von 8,0 % gegenüber dem Vorjahr mit 256.000 Besuchern.

### Staatshaushalt
Der Staatshaushalt umfasste im Jahr 2016 Ausgaben von umgerechnet 664 Millionen US-Dollar, dem standen Einnahmen von umgerechnet 470 Millionen US-Dollar gegenüber. Daraus ergibt sich ein Haushaltsdefizit in Höhe von 5,4 % des BIP.

Die Staatsverschuldung betrug 2005 660 Millionen US-Dollar oder 37,0 % des BIP.
2020 betrug der Anteil der Staatsausgaben (in % des BIP) folgender Bereiche:
- Gesundheit: 6,8 %
- Bildung: 5,0 %
- Militär: 1,2 % (2019)

## Infrastruktur

### Luftfahrt
In Suriname gibt es eine staatliche Luftfahrtgesellschaft, die Surinam Airways, und zwei Flughäfen, den internationalen Flughafen Suriname/Zanderij beim Dorf Zanderij mit rund 210.000 angekommenen Passagieren (2011) und den Flugplatz Zorg en Hoop in Paramaribo. Von hier aus werden die unwegsamen Dörfer im Buschland – vor allem in der Trockenzeit, wenn die Flüsse nicht schiffbar sind – und die legalen und illegalen Goldfelder versorgt. Außerdem nutzt das Militär den Flugplatz.
Ein weiterer, privat betriebener Flughafen für den regionalen Flugverkehr ist der Eduard Alexander Gummels Airport (EAG Airport) im Norden von Paramaribo. Dieser Flughafen wurde im März 2025 offiziell eröffnet und wird für Linienflüge nach Georgetown (Guyana), regionale Charterflüge und Hubschraubereinsätze für die Offshore-Öl- und Gasindustrie in Suriname genutzt.

### Eisenbahn
Suriname besitzt keine funktionierende Eisenbahnverbindung mehr, seit die Lawabahn 1987 stillgelegt wurde.

### Straßennetz
Das Straßennetz von Paramaribo ist überwiegend asphaltiert. Gleiches gilt für die etwa 380 km lange Ost-West-Verbindung zwischen den Grenzorten Albina im Osten und Nieuw-Nickerie im Westen, nach Süden zum circa 50 km von Paramaribo entfernt liegenden Flughafen (Zanderij), nach Paranam (Aluminiumhütte) und weiter nach Süden über Berg en Dal, Brownsweg nach Atjoni/Pokigron am Südende des Stausees. Ebenso sind die Hauptstraßen der größeren Ortschaften (siehe administrative Gliederung) asphaltiert. Die restlichen Wegeverbindungen sind Sand- und Schotterpisten.
In Suriname herrscht Linksverkehr.

### Wasserverkehr
In Suriname gibt es etwa 1200 km befahrbare Wasserwege. Flüsse sind der wichtigste Transportweg in die Dörfer im Buschland. Über die Grenzflüsse Maroni von Albina nach Französisch-Guayana und dem Corantijn von Nieuw-Nickerie nach Guyana gibt es Fährverbindungen.
Häfen: Paramaribo, Paranam (Umschlagplatz für Bauxit), Moengo, der ehemalige Bauxitort im Distrikt Marowijne, Wageningen (agrarische Produkte, Reis und Bananen) und Nieuw-Nickerie im Distrikt Nickerie.
Die erste und einzige Brücke, die Jules Wijdenbosch-Brücke, in der Hauptstadt Paramaribo über den Suriname wurde erst am 20. Mai 2000 durch den damaligen Präsidenten Jules Albert Wijdenbosch eröffnet.

## Kultur

### Medien
In Suriname sind an 32 Radio- und 19 Fernsehstationen Lizenzen vergeben worden. Hiervon haben die mit Abstand meisten Sender ihren Sitz in Paramaribo (21 Radio- und 16 Fernsehstationen). Die Sendungen von Radio Apintie können nicht nur auf Kurzwelle bei guten Empfangsbedingungen nach Mitternacht im 60-Meter-Tropenband in Europa empfangen werden, sondern stehen auch als Audio-/Video-Live-Stream im Internet zur Verfügung.
Es erscheinen sechs Tages- und vier Wochenzeitungen, hierunter zwei kleine konfessionelle Blätter. Die Auflagen pro Zeitung schwanken zwischen rund 8000 und 60 Stück.
Im Jahr 2022 nutzten 75,8 Prozent der Einwohner Surinames das Internet.

### Sport

#### Fußball
Die beliebteste Sportart in Suriname wird durch den Surinaamse Voetbal Bond (SVB) organisiert.
- Surinamische Fußballnationalmannschaft
- Surinamische Fußballnationalmannschaft der Frauen

#### Olympische Spiele
Das Surinaams Olympisch Comité wurde 1959 ins Internationale Olympische Komitee aufgenommen.

#### Special Olympics
Special Olympics Suriname wurde in den späten 1970er Jahren gegründet und nahm mehrmals an Special Olympics Weltspielen teil.